# Yuanzhu (köpinghuvudort i Kina, Jiangsu Sheng, lat 32,32, long 120,17)
Yuanzhu är en köpinghuvudort i Kina. Den ligger i provinsen Jiangsu, i den östra delen av landet, omkring 130 kilometer öster om provinshuvudstaden Nanjing. Antalet invånare är 30 055. Befolkningen består av 15 608 kvinnor och 14 447 män. Barn under 15 år utgör 15,0 %, vuxna 15-64 år 66 %, och äldre över 65 år 18,0 %.
Runt Yuanzhu är det tätbefolkat, med 819 invånare per kvadratkilometer. Närmaste större samhälle är Huangqiao, 10,7 km sydost om Yuanzhu. Trakten runt Yuanzhu består till största delen av jordbruksmark.
Genomsnittlig årsnederbörd är 1 307 millimeter. Den regnigaste månaden är juli, med i genomsnitt 264 mm nederbörd, och den torraste är januari, med 34 mm nederbörd.